# 無声歯・歯茎・後部歯茎側面接近音
無声歯茎側面接近音（むせい しけい そくめん せっきんおん、英: Voiceless alveolar lateral approximant）は、多くの音声言語で使用される子音の一種である。無声歯、歯茎、および後部歯茎側面接近音を表わす国際音声記号は、⟨l̥⟩および⟨l̊⟩であり、有声歯茎側面接近音のための文字と文字の上部あるいは下部の無声音を示す付加記号が組み合わされている。等価なX-SAMPA記号はl_0である。
無声側面接近音はシナ・チベット語族では一般的であるが、その他ではあまり見られない。

## 特徴
無声歯茎側面接近音の特徴:
- 調音方法は接近であり、これは調音の場所で声道を狭くすることによって生み出されるが、乱気流を発生させるには十分ではないことを意味する。
- [l̥] には4つの具体的な変種が存在する。
  - 歯—。これは、舌尖または舌端のいずれかを使って上の歯の位置で調音されることを意味する（それぞれ舌尖- および舌端- と呼ばれる）。
  - 歯歯茎—。これは、舌端を使って歯槽堤（歯茎）の位置で、舌尖を使って上の歯の裏側の位置で調音されることを意味する。
  - 歯茎—。これは、舌尖または舌端のいずれかを使って歯槽堤の位置で調音されることを意味する（それぞれ舌尖- および舌端- と呼ばれる）。
  - 後部歯茎—。これは、舌尖または舌端のいずれかを使って歯槽堤の裏側の位置で調音されることを意味する（それぞれ舌尖- および舌端- と呼ばれる）。
- 発声は無声であり、これは声帯の振動を伴わずに生み出されることを意味する。いくつかの言語では、声帯が積極的に分離しているため、常に無声である。他の言語では声帯が緩んでいるため、隣接する音の影響により有声化することがある。
- 口音であり、これは空気が口だけから抜けることができることを意味する。
- 側面音であり、これは舌の真ん中ではなく、舌の側面を越えて気流を導くことによって生み出されることを意味する。
- 気流機構は肺臓的であり、これは、ほとんどの音と同様に、肺と横隔膜だけで空気を押すことによって調音されることを意味する。

## 存在

### 歯または歯歯茎
| 言語                 | 言語                 | 単語   | IPA       | 意味               | 注記                                                                                    |
| -------------------- | -------------------- | ------ | --------- | ------------------ | --------------------------------------------------------------------------------------- |
| ハンティ語           | Surgut方言           | ԓӓпәт  | [ˈl̥æpət]  | '七'               | 口蓋化した/l̥ʲ/と対立する。他方言における/l/ または/t/に対応する。                       |
| ハンティ語           | Kazym方言            | ԓапәт  | [ˈl̥ɑpət]  | '七'               | 口蓋化した/l̥ʲ/と対立する。他方言における/l/ または/t/に対応する。                       |
| モクシャ語           | モクシャ語           | калхне | [ˈkal̥nʲæ] | 'これらの魚'       | 平・無声音、平・有声音、口蓋化無声音、口蓋化有声音と対立する。                          |
| ノルウェー語         | トロンハイム方言     | sælt   | [s̪al̪̊t̪]    | '売った、売られた' | 舌端歯歯茎音; /l/の異音。摩擦音[ɬ̪]とも説明される。                                      |
| キルディン・サーミ語 | キルディン・サーミ語 | пэӆтэ  | [ˈpel̥te]  | '怖がる'           | 3次元対立: 有声-無声、平-口蓋化、短-長。合計8つの [l]-様の音素がある。                  |
| トルコ語             | トルコ語             | yol    | [ˈjo̞ɫ̪̊]    | '道'               | 軟口蓋化舌端歯歯茎音。語末および子音の前の位置における/ɫ/の現実態として頻繁に現われる。 |

### 歯茎
| 言語         | 言語         | 単語       | IPA           | 意味         | 注記                                                            |
| ------------ | ------------ | ---------- | ------------- | ------------ | --------------------------------------------------------------- |
| デンマーク語 | 標準         | plads      | [ˈpl̥æs]       | '四角形'     | /l/の前で、/p, t, k/の帯気音は/l/の無声化として現実態化される。 |
| 英語         | 英語         | clean      | [kl̥iːn]       | 'clean'      |                                                                 |
| エストニア語 | エストニア語 | mahl       | [mɑ̝hːl̥]       | 'ジュース'   | /t, s, h/の後ろの/l/の語末異音。                                |
| チベット語   | チベット語   | ལྷ          | [l̥a]          | '神'         | 無声および有声側面接近音と対立                                  |
| ウクライナ語 | ウクライナ語 | смисл      | [s̪mɪs̪l̥]       | '感覚'       | 無声子音の後の/l/の語末異音。                                   |
| ワショ語     | ワショ語     | madukwáwLu | [maduˈkwawl̥u] | 'ひまわり'   |                                                                 |
| シヒン語     | 低地         | [RPʁul̥o]   | [RPʁul̥o]      | '頭'         | 有声化した/l/と対立。                                           |
| シヒン語     | 高地         | [EPbəl̥ɐ]   | [EPbəl̥ɐ]      | '鍵をあける' | 有声化した/l/と対立。                                           |

### 後部歯茎
| 言語     | 言語     | 単語 | IPA     | 意味 | 注記                                                                      |
| -------- | -------- | ---- | ------- | ---- | ------------------------------------------------------------------------- |
| トルコ語 | トルコ語 | dil  | [ˈd̪il̠̊ʲ] | '舌' | 口蓋化。語末および子音の前の位置における/l/の現実態として頻繁に現われる。 |